# Myitkyina
Myitkyina je glavno mesto Kačinske države, ki se nahaja v Mjanmaru in 919 milj od Jangona ter 487 milj od Mandalaja. Je najbolj severno rečno pristanišče in železniški terminal v Mjanmaru.